# River Conon (Uig Bay)
Der Conon ist ein Fluss auf der Insel Skye in der schottischen Council Area Highland beziehungsweise in der traditionellen Grafschaft Inverness-shire.

## Beschreibung
Der Conon entsteht durch den Zusammenfluss der Bergbäche Lon Airigh-uige und Abhainn Dhubh an der Westflanke des 611 Meter hohen Beinn Edra auf der Halbinsel Trotternish der Hebrideninsel Skye. Er mündet nach einem lediglich drei Kilometer langen Lauf durch den Glen Uig bei Uig in die Uig Bay, eine Bucht der Schottischen See an der Westküste Skyes.
Aufgrund der zahlreichen zufließenden Bäche, wächst der Conon zu einer, in Anbetracht seiner Länge, beträchtlichen Größe an.

## Umgebung
Oberhalb des linken Conon-Ufers erstreckt sich der touristisch beliebte Fairy Glen mit der Basaltformation Castle Ewen. Nahe der Mündung stand die nicht mehr erhaltene Pfarrkirche Uigs am rechten Ufer. Möglicherweise fiel sie einer Flut im Jahre 1877 zum Opfer. Westlich des Standorts quert die am Fähranleger von Uig endende A87 den Conon.

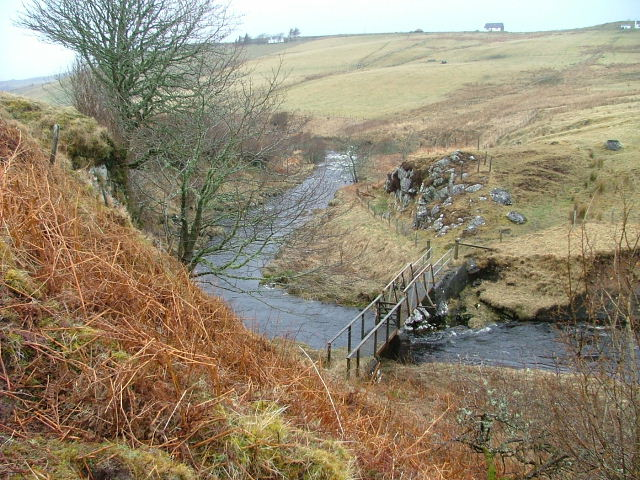
Mittellauf des Conon
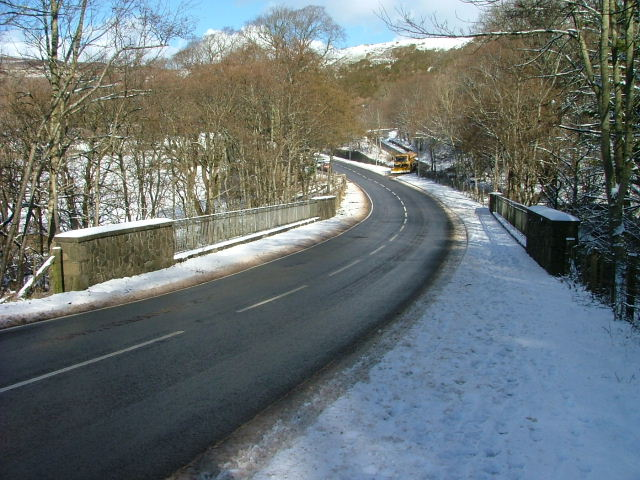
Querung der A87